# Aphis glycines

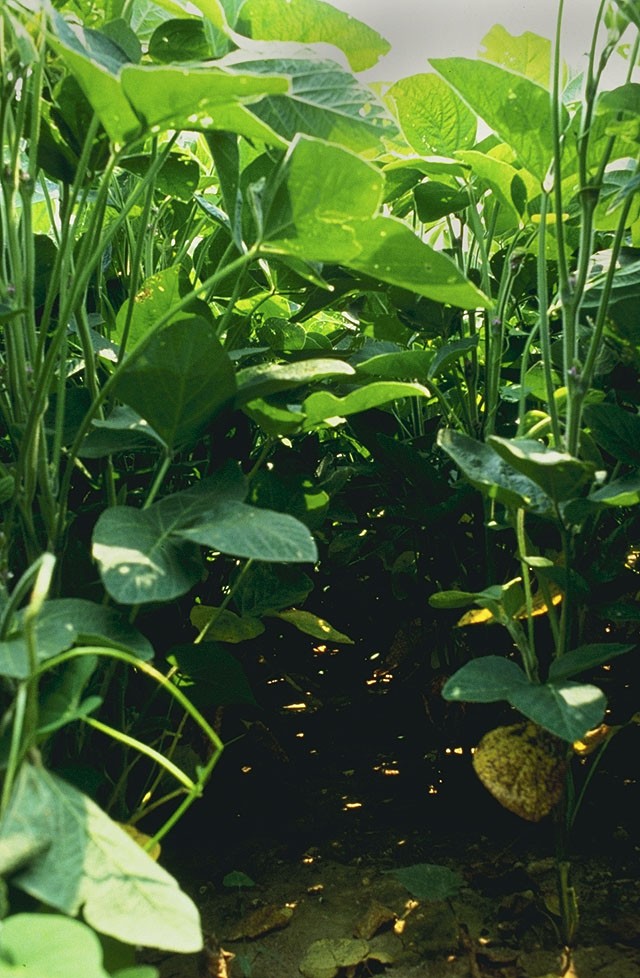
Plantas de soja

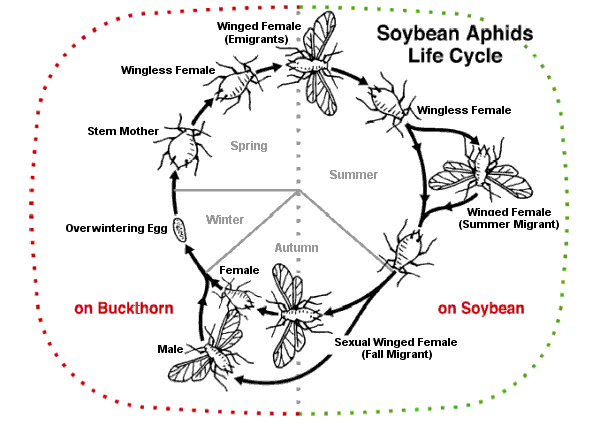
Ciclo biológico del pulgón de la soja

El pulgón de la soja (Aphis glycines Matsumura) es un insecto hemíptero de la familia Aphididae, originario de Asia que ha sido introducido a otras partes del mundo. Es una plaga de la soja (Glycine max (L.) Merr.)

## Ciclo biológico
El pulgón de la soja usa dos huéspedes alternativos, uno es la mencionada soja y el otro incluye varias especies de Rhamnus. Rhamnus es el huésped primario donde el pulgón pasa el invierno en forma de huevos después de la generación sexual.